# Tropidion atricolle
Tropidion atricolle là một loài bọ cánh cứng trong họ Cerambycidae.